# 스피로 애그뉴
스피로 시어도어 애그뉴(영어: Spiro Theodore Agnew, 1918년 11월 9일 - 1996년 9월 17일)는 미국의 공화당 정치인으로 55대 메릴랜드주지사 (1967년 ~ 1969년)를 지내고 리처드 닉슨 대통령 아래 39대 부통령 (1969년 ~ 1973년)이었다. 그는 탈세 혐의로 기소된 후 1973년 사임한 부통령으로 유명하다. 그는 또한 카운티 행정관에서 부통령까지 6년의 세월에 정치에서 자신의 빠른 상승으로 저명하다. 부통령으로서 그의 후임자 제럴드 포드는 역사상 처음으로 선거를 통하지 않은 국가 원수로서 닉슨의 사임에 이어 대통령이 되었다. 열렬한 반공주의자와 베트남에서 미국의 연루의 강한 지지자였던 애그뉴의 정치적 명성의 급격한 상승은 불명료 함으로 빠르게 하강에 의하여 이어졌다.

## 어린 시절

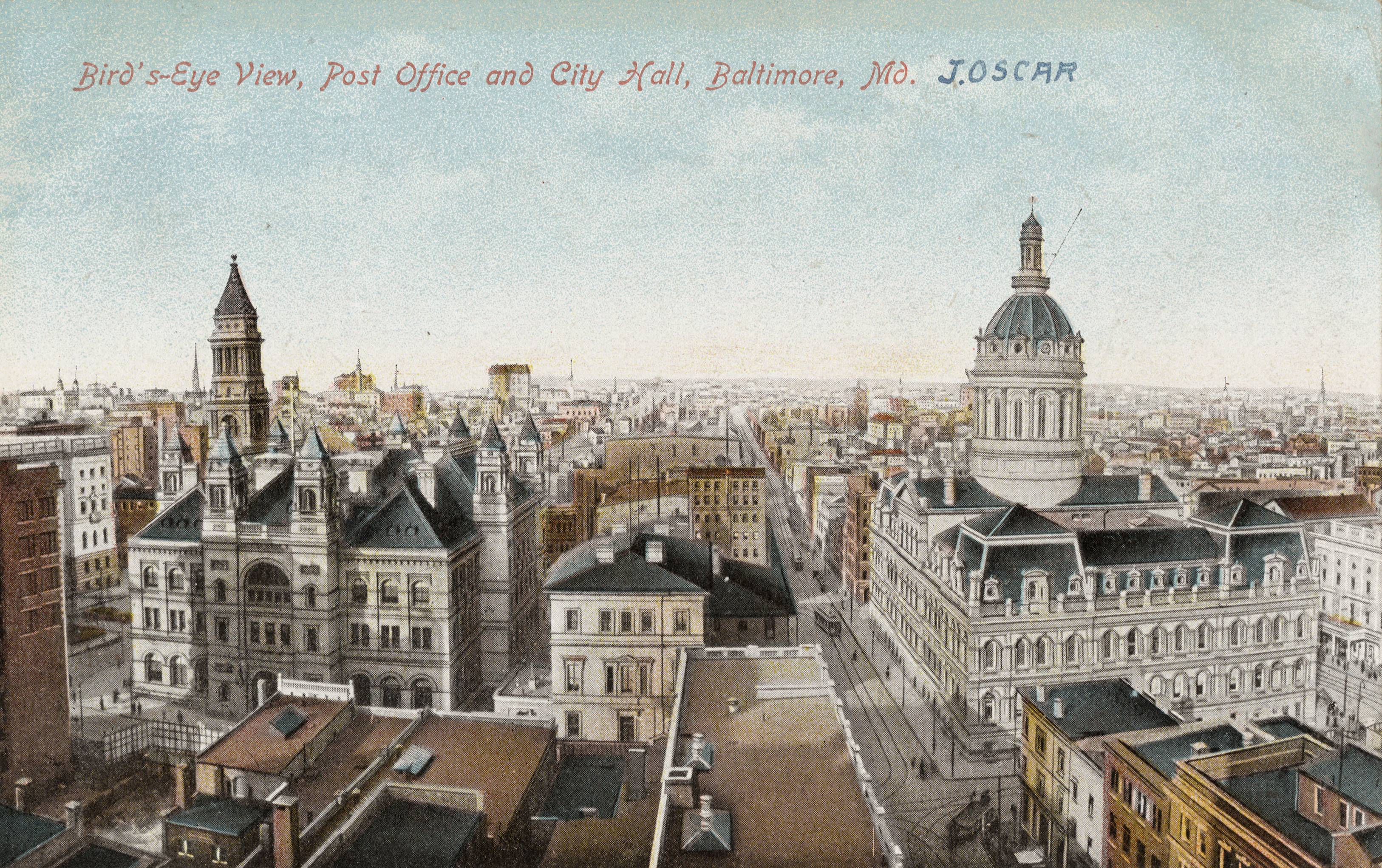
애그뉴가 태어날 무렵의 다운타운 볼티모어

스피로스 아나그노스토풀로스 (Spiros Anagnostopoulos)라는 본명으로 메릴랜드주 볼티모어의 타우슨 지구에서 그리스 이민자 시어도어 스피로스 아나그노스토풀로스와 버지니아주 출신의 마거릿 에이커스에게 태어났다. 스피로의 부친은 1897년 그리스의 가르갈리아노이에서 미국으로 이민을 와 그 닭고기 수블라키와 스파나코피타로 유명한 간이 식당을 소유하였다. 애그뉴는 볼티모어 민주당 선거구의 지도자가 되었고, 지방 그리스인 공동체에서 잘 알려졌다. 그는 시어도어 애그뉴의 외동 아들이었다. 그의 모친 마거릿은 자신을 미망인으로 놓은 일찍이 결혼 생활로부터 2명의 자식을 두었다.
1937년 존스 홉킨스 대학교에 입학하기 전에 애그뉴는 볼티모어에 있는 포리스트파크 고등학교에서 수학하였다. 그는 제2차 세계 대전이 일어난 동안 육군에 입대하여 유럽에서 복무하기 3년 전에 대학에서 화학을 전공하였다. 그는 프랑스와 독일에서 자신의 복무로 동성훈장이 수여되었다.
유럽을 위하여 떠나기 전에 애그뉴는 "주디"로 알려진 자신의 훗날의 부인 엘리노어 주드파인드를 만난 보험 회사에서 일하였다. 그들은 1942년 5월 27일에 결혼하여 4명의 자식들 - 패멀라, 제임스 랜드, 수전과 킴벌리를 두었다.
전쟁으로부터 자신의 귀국에 애그뉴는 볼티모어 대학교 법학대학원에서 저녁 프로그램으로 옮겼다. 그는 식료품 장수와 보험 외판원으로 일하는 동안 밤에 법학을 공부하였다. 1947년 애그뉴는 법학사를 취득하여 법률 관행을 시작하는 데 외곽들로 이주하였다.

## 초기 정치 경력
민주당원으로 자라온 애그뉴는 당을 전환하여 공화당원이 되었다. 1950년대 동안 그는 1957년 정계에 입문하기 전에 4개의 성공적인 선거 우승 입찰에서 제임스 드브로 의원을 원조하였다. 민주당 볼티모어 카운티 행정관 마이클 J. 버밍햄에 의하여 볼티모어 카운티 항소원으로 그의 임명은 그의 정계 입문을 특징 지었다. 1960년 애그뉴는 순회 법원 판사를 위한 후보로서 자신의 첫 선거 출마를 이루어 5명의 경연에서 마지막으로 왔다. 이어진 해에 새로운 민주당 볼티모어 카운티 행정관 크리스천 H. 칼이 그를 토지용도부로부터 탈락시켰다. 애그뉴는 자신에게 어떤 이름 인식을 얻게 한 큰 소리로 항의하였다.
1962년 애그누는 볼티모어 카운티 행정관으로서 선거를 나갔으며 20세기에 그 직위로 아무 공화당원이 선출되는 것을 보지 않은 미국의 우세하게 민주당 카운티에서 직무를 추구하였다. 개혁자와 공화당의 이방인으로서 그는 민주당에서 쓰라린 분열의 장점을 택하여 선출되었다. 애그뉴는 미국에서 이런 종류의 첫 법률들 중에 어떤 공공 시설들에서 차별을 금지하는 조례를 지지하여 서명하였다.

## 메릴랜드주지사
카운티의 행정관으로서 2번째 기간을 추구하지 않는 데 선택한 후, 애그뉴는 1966년 메릴랜드주지사의 직위를 위하여 나갔다. 이 압도적으로 민주당의 지지주에서 그는 8명의 후보들의 붐비는 명부의 외부에 민주당 주지사 예비 선거를 좁게 이긴 볼티모어의 포장 계약자이자 정강 선언에 나간 다년생 후보인 민주당의 후보 지명자 조지 P. 머호니 이후에 선출되었다. 많은 민주당원들은 인종적 분리에 반대하였으며 그러고나서 애그뉴에게 82,000개의 투표들에 의하여 주지사직을 주는 데 정책 노선을 교차하였다.
주지사로서 애그뉴는 곤란한 오염방지 법률은 물론 세금과 사법 개혁을 통과시키는 데 민주당의 입법과 함께 일하였다. 인종적 온건의 이미지를 보호한 애그뉴는 주의 첫 주거 개방법을 서명하였고, 반종독법의 폐지를 받는 데 성공하였다. 하지만 마틴 루터 킹 주니어의 암살 사건에 이어진 폭동들이 일어난 동안 애그뉴는 그들의 선거권자들에 관하여 "난 전부의 흑인 인종차별 주의자들을 공개하는 데 당신들을 불렀다. 지금까지 당신들은 하고 싶지 않았다."고 진술하여 그들을 강의하면서 많은 아프리카계 미국인 지도자들을 화나게 하였다.

## 부통령 재임

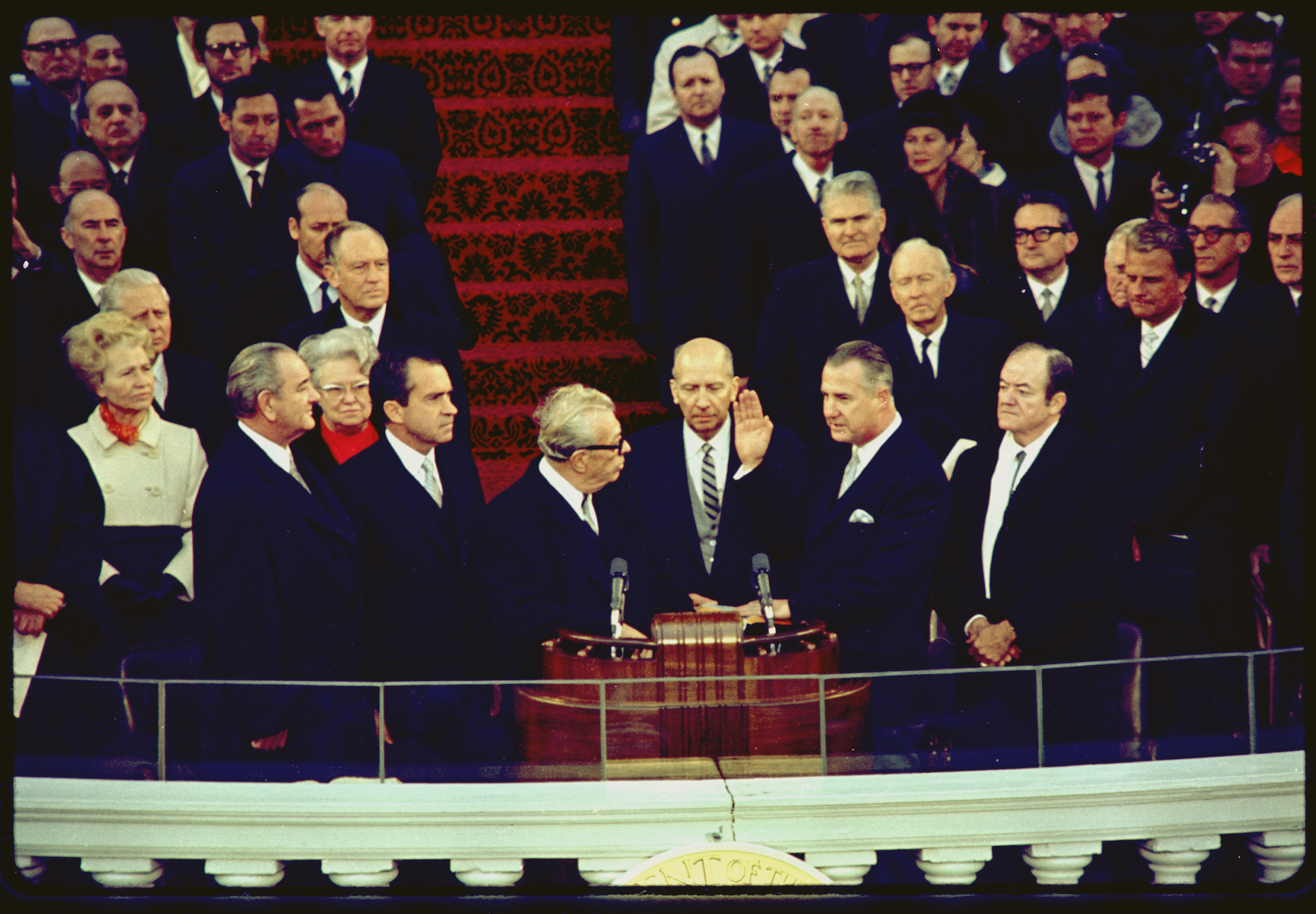
리처드 닉슨 대통령의 취임식이 있던 날에 부통령으로서 선서하는 애그뉴 (1969년 1월 20일)

애그뉴의 온건적 이미지, 이민자의 배경과 전통적으로 민주당 지지주에서 성공은 그를 1968년 리처드 닉슨을 위한 인력이 있는 러닝메이트로 만들었다. 이후에 불릴 닉슨의 "남부 전략"에 맞춰 애그뉴는 선거 시간이 될 때 북부의 중도파들을 꺼지게 할 수 있던 딥 사우스에서 아직 증명되지 않으면서 남부의 온건적인 투표인들을 끌어들이는 데 남부에서 충분히 될 후보로서 선발되었다. 완고한 반공주의자인 애그뉴는 부통령을 위하여 자신의 민주당 라이벌 휴버트 험프리를 공산주의에 연약한 것으로 기소하였다.
그의 부통령직은 여태까지 그리스계 시민 혹은 메릴랜드 주민에 의하여 도달된 최고 계급의 미국의 정치적 사무직이었다.
애그뉴는 당시 뉴욕주지사 넬슨 록펠러의 부하이자 공화당의 온건파의 우두머리였다. 록펠러는 1968년 예비 선거 시즌 동안 닉슨의 주요 상대였다. 1968년 공화당 전당 대회가 열리기 얼마 전에 록펠러와 애그뉴는 떨어졌다. 공화당 전당 대회로 들어간 닉슨 혹은 록펠러 아무도 후보 지명을 결말을 짓는 데 충분한 투표들을 가지지 않았으나 닉슨은 거의 충분했다. 닉슨이 가능한 부통령 후보들을 정독하고 자신의 측근으로부터 투입을 위하여 의문하면서 닉슨은 애그뉴에 관하여 국가의 장면에 상대적으로 알려지지 않은 사람, 자신의 견해에 중도주의자, 그를 고양시키지 않을 것 같고 국내 정세에서 유능한 사람으로 생각하였다. 닉슨의 측근 중 하나가 1968년 공화당 전당 대회에서 닉슨을 후보 지명하는 연설을 하는 데 애그뉴를 초청하였다. 애그뉴는 그렇게 하였다. 나중에 절차에서 닉슨은 공천 후보에 그에게 부통령 후보를 마련하였고 애그뉴는 받아들였다. 애그뉴의 후보 지명은 공화당 안에서 많은 보수주의자들과 닉슨에 의하여 성원되었다. 그러나 소규모 대표단들이 "스피로 누구?"라고 외치기 시작하였고, 후보 지명에 조지 W. 롬니의 이름을 놓으려고 하였다. 닉슨의 소원이 이루어지고 애그뉴는 6년의 세월에 카운티 행정관에서 부통령으로서 자신의 선거에 나간 것이다. 미국 정치 역사상 가장 빠른 상승들 중의 하나였다.
애그뉴는 정치적 반대자들, 특히 저널리스느와 베트남 전쟁 반전 운동가들에 관한 자신의 거친 비판으로 알려졌다. 그는 "부정주의의 수다를 떠는 인도 태수", "음모 음부"와 "역사의 절망적이고 이성을 잃은 연골염"을 포함한 백악관의 연설 완고 작성자들 윌리엄 새파이어와 팻 뷰캐넌에 의하여 어떤 것들이 만들어진 비정상적이고 종종 암시적인 소명으로 알려졌다.
간단히 말해서 애그뉴는 베트남 전쟁에 행정부를 방어할 때 닉슨의 "살인청부업자"였다. 애그뉴는 반전 항의와 전쟁의 매체 묘사들에 대항하는 말은 한 것에 몇몇의 권력적인 연설들을 하는 데 선택되어 그들을 "프랑스의 반미주의"로 불렀다. 애그뉴는 1976년 자신이 대통령을 위하여 나가는 견해와 함께 1972년 미국 대통령 선거가 있던 후에 자신의 수사를 낮추고 대부분의 동맹을 끊었다.

### 코널리에 대한 대안

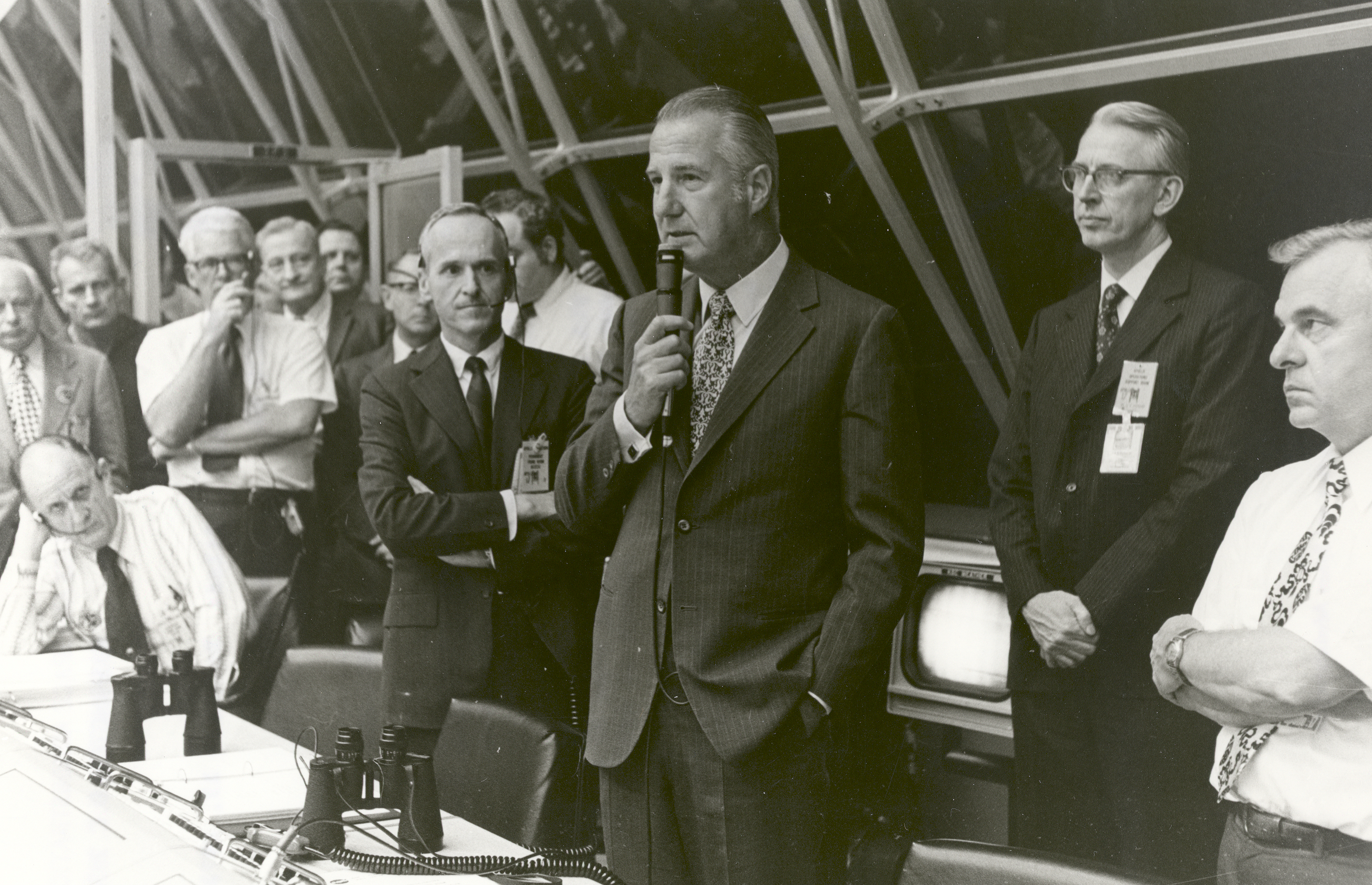
1972년 미국 항공우주국에서 애그뉴가 아폴로 17호의 발사를 축하하는 모습

1971년 중반에 닉슨은 애그뉴가 부통령직을 위하여 "충분히 넓지" 않았다고 결론을 내렸다. 그는 애그뉴가 사임할 것에 의하여 시나리오를 구성하여 미국 헌법 수정 제25조의 규정에 따라 부통령으로서 존 코널리를 임명하는 데 닉슨을 가능하게 하였다. 남부 민주당원들에게 호소하면서 코널리는 정치적 재편성을 창조하는 데 닉슨을 도우려고 하였으며 아마도 전부의 보수주의자들을 합칠 수 있던 새로운 정당과 함께 공화당을 대체하려고 하였다. 닉슨은 부통령이 자신을 위하여 미안하다고 느꼈던 소식을 기뻐하여 민간 부문에서 유리한 제안을 받아들이는 데 거부하는 것에 관하여 이야기 하였다. 아직 닉슨이 대담하고 예상치 못한 움직임에 뛰어난 동안 그는 이 계획을 구현하는 데 몇 가지 주요 장애물에 직면하였다.
존 코널리는 민주당원이었고 그의 선발은 미국 헌법 수정 제25조 아래 새로운 부통령의 임명을 비준해야 했던 의회에서 양당에 기분을 상하게 했을 것이다. 훨씬 더 문제적인 코널리는 부통령이 되는 것을 원하지 않았다. 그는 그것을 "쓸모 없는" 직업으로 숙고하였고 내각 일원으로서 자신이 더욱 효과적일 수 있다는 것을 느꼈다. 닉슨은 대통령과 부통령 사이의 관계는 그 직위들을 보유한 누구던지의 성격들에 전적으로 의존하였다고 응답하였고 코널리에게 "대체 대통령"으로 지낸 포이트에 마저 그 역사에서 그것을 그 어느 때보다 더욱 의미있게 만들 것이라고 약속하였다. 그러나 코널리는 거절하여 워터게이트 사건이 일어난 동안 후에 닉슨이 사임하는 데 강요되었을 때 자신을 대통령을 만들 것이라고 전혀 꿈도 꾸지 않았다.
닉슨은 공천 후보에 애그뉴를 유지해야 할 뿐만 아니라 부통령에서 그의 자신감을 공개적으로 입증해야 한다고 결론을 내렸다. 그는 1956년 드와이트 D. 아이젠하워가 그를 떨어 뜨리려고 한 것을 상기하였고 운동이 아이젠하워를 나쁘게 보이게 만든 것 뿐이었다고 믿었다. 닉슨은 애그뉴를 "일반적인 책임"으로 견해하였으나 "극우 성향"으로부터 그를 뒷받침하여 비판을 숨길 수 있었다. 재선 운동을 인솔한 법무 장관 존 미첼은 애그뉴가 남부에서 "거의 민속 영웅"이 되었다고 주장하여 당원들은 충성의 위반으로서 그의 제거를 볼 것 같다고 경고하였다. 밝혀진 대로 닉슨은 자신의 부통령 후보를 무관하게 만드는 데 충분히 넓은 차이에 의하여 1972년 재선되었다.
하지만 자신의 재선이 있던 즉시 후에 닉슨은 애그뉴가 자신의 결국적 후임자가 되어야 하지 않다는 것을 명확하게 만들었다. 대통령은 다음 선거에서 선두 주자로서 관심을 끄는 데 애그뉴를 허용하면서 레임 덕 신분으로 들어가는 데 열망이 없었다. 대통령이 측근 존 에얼릭먼에게 "어떤 기준으로도 그는 부족하면서"라며 말하였다. "에너지? 그는 열심히 일을 하지 않고 골프를 치는 것을 좋아한다. 리더십?"이라며 닉슨은 웃었다. "일관성? 그는 사방에 있다. 그는 정말로 보수주의자가 아니란 것을 넌 안다."
닉슨은 그를 회피하는 방법으로서 미국 독립 전쟁 200 주년을 담당하여 부통령을 놓는 숙고를 하였다. 그러나 애그뉴는 직위를 거절하여 200 주년은 "패자"였다고 입증하였다. 어떻게 200 주년을 축제벌이는 것에 관하여 모든이들이 다른 아이디어를 가지기 때문에 그 관리자가 너무 많은 국민들을 실망시킬 것이다. 애그뉴는 "가능한 대통령 후보는 아무 적들을 만드는 것을 원하지 않는다."라고 주장하였다.

### 사임
1972년 압도적 대승리 후에 애그뉴는 1976년 미국 대통령 선거에서 닉슨의 자연스러운 후임자로 보였다. 당의 우익의 강한 성원과 함께 그는 1974년 중간 선거가 있는 후 만에 나가는 것을 결정하는 데 계획을 세웠다. 그는 또한 소련을 방문하면서 자신의 외교 정책 자격 증명을 기반으로 희망들을 가졌다. 하지만 스캔들이 일어나 그에게 손해를 입혔다. 닉슨도 또한 애그뉴가 자신을 대체하는 것의 성원적이지 않았고 1973년 4월 그의 측근들이 삭감되고 업무가 정리되었다.
그해 10월 10일 애그뉴는 직무에서 사임하는 데 두번째 부통령이 되었다. 미국 상원에서 의석을 차지하는 데 사임한 존 C. 칼훈과 달리 애그뉴는 사임하여 그러고나서 메릴랜드주지사로서 자신의 재직 동안 뇌물로 29,500 달러를 받은 계획으로 협상된 해결의 일부로 탈세 혐의와 돈 세탁의 범죄 고발들로 불항쟁의 답변을 하지 않았다. 뇌물들은 자신들의 계획들이 승인되는 데 건설업의 어떤 일원들에 의하여 애그뉴에게 지불되었다. 애그뉴가 볼티모어에서 워싱턴 D. C.로 이주했을 때 그는 지속적으로 지불을 요구하였다. 화가 난 건설업자들은 정부의 증인들을 바꾸었다. 애그뉴는 10,000 달러의 벌금을 물게 되었고 3년간 집행 유예에 놓였다. 10,000 달러 벌금은 1967년부터 "보고되지 않은 소득세"였던 것에 세금들과 이자 마감 만을 보상하였다. 탄원 거래는 후에 전 메릴랜드주 법무장관 스티븐 삭스에 의하여 "하나님이 이삭을 산의 정상에 살린 이래 거대한 거래"로서 조롱되었다. 집합적으로 밴즈해프의 산적들로 알려진 조지 워싱턴 대학교 로스쿨에서 온 존 밴즈해프 교수의 학생들은 그 경우에 그들의 이름을 놓는 데 기꺼이 한 메릴랜드주의 4명의 주민들을 찾아내 뇌물로 그가 가져간 총액 268,482 달러를 애그뉴가 주에 갚는 데 추구하였다. 애그뉴에 의하여 2개의 호소들이 있던 후에 그는 결국 문제로 직접 사임을 하였고 268,482 달러 수표는 1983년 초순에 메릴랜드주의 출납국장 윌리엄 제임스에게 넘겨졌다. 자신의 불항쟁의 답변 탄원의 결과로서 애그뉴는 후에 메릴랜드주에 의하여 법조계에서 추방되었다. 대부분의 사법권 같이 메릴랜드주의 변호사들은 중범죄로 유죄 판결을 받은 후에 자동적으로 법조계에서 추방되었고, 불항쟁의 답변 탄원은 유죄 인정으로 동일한 발금들로 피고를 폭로한다.
그의 사임은 공석이 그의 후임자로서 제럴드 포드의 임명과 확증을 촉발하면서 미국 헌법 수정 제25조의 첫 이용을 일으켰다. 그 일은 부통령의 공석을 채우는 데 수정 조항이 고용되어 온 단둘의 하나로 남아있다.
운명에 따라 닉슨은 대통령 직무로부터 사임하는 데 강요되었다. 그러나 애그뉴의 일찍이 사임과 범죄 고발들은 애그뉴의 대통령직의 여러 희망들을 망쳤다. 이 둘은 다시는 전혀 서로 말하지 않았다. 화해의 몸짓으로서 닉슨의 딸들은 1994년 닉슨의 장례식에 참석하는 데 애그뉴를 초청하였고, 애그뉴는 승낙하였다. 1996년 애그뉴가 사망했을 때 닉슨의 딸들은 호의를 베풀어 그의 장례식에 참석하였다.

## 이후의 생애

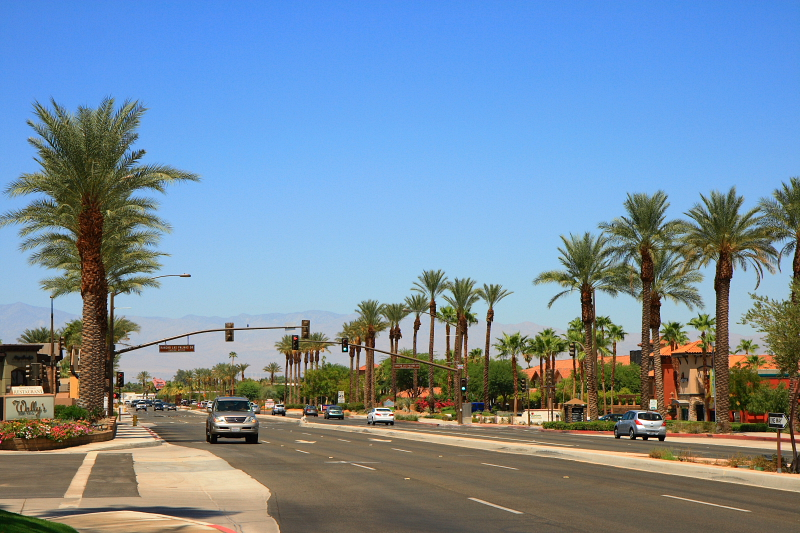
캘리포니아주 랜초미라지는 1977년부터 애그뉴의 서식처였다.

자신의 사임에 이어 애그뉴는 소득세 중범죄로 유죄 판결을 받아 10,000 달러의 벌금을 물게 되었으며 3년간 비지도 집행 유예를 선고받았다. 메릴랜드주는 그를 법률 실행으로부터 그를 막았다. 그 후에 그는 메릴랜드주의 아널드, 보위와 오션시티와 캘리포니아주 랜초미라지에 저택들과 함께 국제 무역 행정관이 되었다. 1976년 그는 잠시 대중의 주목으로 들어가 유대인들에 관하여 제럴드 포드가 공공연하게 "불미스러운" 말들로서 비판한 것은 물론 이스라엘의 기독교인들에 나쁜 대우 때문에 이스라엘의 국가를 위하여 그 성원을 철회하는 데 미국을 요구한 반시온주의와 함께 논란을 일으켰다.
1980년 애그뉴는 만약 자신이 부통령직을 사임한다면 닉슨과 알렉산더 헤이그가 자신을 암살하는 데 계획한 것을 자신이 암시한 회고록을 펴냈다. 또한 그해 그는 메릴랜드주로부터 의회를 위하여 나가는 데 숙고하였고, 그러고나서 반대 결정을 하였다. 애그뉴는 "자신의 야망에 의하여 파괴된" 부통령에 관한 소설 〈캔필드 결정〉을 저서하였다. 닉슨의 측근이자 조언자 에얼릭먼이 1972년 대선에서 공천 후보에 왜 닉슨이 애그뉴를 유지하였나를 의문했을 때 닉슨은 "그의 마음 속의 암살자는 나를 죽이지 않을 것이다."라고 답하였다.

## 유산
애그뉴는 닉슨 행정부로부터 사임으로, 그리고 특히 베트남 전쟁에 반대한 자들과 거래에서 닉슨의 "살인청부업자"로서 최고로 기억될 것이다. 닉슨 자신의 후속 사임은 대통령직으로 자신의 후임자로서 애그뉴를 놓았을 것이다. 대신 자신의 정치적 명성에 대한 급격한 상승에 불구하고 그는 빠르게 대중의 마음에서 벗어났다.
1996년 9월 17일 애그뉴는 백혈병의 형성으로 아직까지 감지되지 않은 고급과 함께 입원하여 진단을 받은지 몇시간 후 만에 벌린에 있는 애틀랜틱 종합 병원에서 77세의 나이로 사망하였다. 그는 볼티모어 카운티의 티모니엄에 있는 묘지 덜레이니 기념 정원에 안장되었다. 그의 부통령직 문서와 다른 문서들의 대부분은 메릴랜드 대학교 혼베이크 도서관에 간수되었다.

## 역대 선거 결과
| 선거명      | 직책명          | 대수 | 정당   | 득표율 | 득표수 (선거인단)    | 결과 | 당락                 |
| ----------- | --------------- | ---- | ------ | ------ | -------------------- | ---- | -------------------- |
| 1966년 선거 | 메릴랜드 주지사 | 55대 | 공화당 | 49.50% | 455,318표            | 1위  | 메릴랜드 주지사 당선 |
| 1968년 선거 | 미국의 부통령   | 39대 | 공화당 | 43.42% | 31,783,783표 (301명) | 1위  | 미국의 부통령 당선   |
| 1972년 선거 | 미국의 부통령   | 39대 | 공화당 | 60.69% | 47,169,911표 (520명) | 1위  | 미국의 부통령 당선   |